# Arnold Keller (Numismatiker)
Arnold Keller (* 31. Januar 1897 in Freiburg im Breisgau; † 13. Dezember 1972 in Berlin) war ein deutscher Philologe, Notaphilist und Numismatiker sowie Fachautor, der als Wegbereiter des Papiergeldsammelns in Deutschland bezeichnet werden kann.

## Leben
Der Vater Kellers war Direktor der Höheren Töchterschule in Freiburg, 1906 zog die Familie von Freiburg nach Frankfurt am Main. 1915 machte er Abitur auf dem Frankfurter Goethe-Gymnasium. Keller begann bereits mit 14 Jahren mit dem Sammeln von Geldscheinen. Er studierte seit 1915 in München, 1916 und 1917 in Leipzig und dann wieder in München Geschichte und Orientalistik. Als mit dem Ersten Weltkrieg immer mehr Notgeldausgaben in Verkehr kamen, sammelte er diese und gab noch während seines Studiums einen ersten kleinen Katalog dazu heraus. 1919 wurde Arnold Keller an der Universität München mit einer Arbeit über den Münzvertrag der rheinischen Kurfürsten mit Hessen vom Jahr 1572 promoviert. Mit der Inflation nach dem Krieg kam es zu einer wahren Flut von Notgeldemissionen, wodurch er seine Sammlung erweitern konnte. 1919 bis 1921 erstellte er im Augustinermuseum Freiburg den Katalog der Münzsammlung.
Keller eröffnete 1922 in Berlin sein erstes Geschäft für Münzen, Medaillen und Geldscheine und gab die damals sehr populäre Zeitschrift Das Notgeld heraus. Gleichzeitig arbeitete er an weiteren Katalogen, die den Sammlern als Leitfaden dienten.
Als mit der Weltwirtschaftskrise das Interesse am Papiergeldsammeln zurückging, baute Arnold Keller eine Pelztierzucht auf und veröffentlichte auch hier ein anerkanntes Fachbuch.
Während des Zweiten Weltkrieges konnte er seine mittlerweile sehr bedeutende Sammlung vor den Bombenangriffen der Alliierten auf Berlin durch Auslagerung aufs Land retten, während die gesamte Geldscheinsammlung der Reichsbank und damit wichtige Zeugnisse der deutschen Geschichte vernichtet wurde.
Nach dem Krieg widmete sich Keller verstärkt der Herausgabe von weiteren Geldscheinkatalogen, die bis heute zu den grundlegenden Werken der deutschen Notaphilie zählen und viele weitere Forschungen erst möglich machten. Seine bedeutende Sammlung von 195.000 Geldscheinen verkaufte er im Alter der Deutschen Bundesbank, die damit einen wichtigen Bestand für ihr Geldmuseum in Frankfurt am Main erwerben konnte.
Sein Katalog zum Notgeld der deutschen Inflation von 1923 ist bis heute Zitierwerk und wurde 2004 mit einem Vorwort von Hans-Ludwig Grabowski als Reprint in zwei Bänden neu herausgebracht.

## Schriften (Auswahl)
- Das deutsche Notgeld, 1916–1920
  - Teil 1: Kleingeldscheine. Cahn, Frankfurt a. M. 1919.
  - Teil 2: Metallnotgeld. Cahn, Frankfurt a. M. 1920.
  - Teil 3: Großgeldscheine.  Cahn, Frankfurt a. M. 1921.
  - Teil 4: 1914–1924. Frankfurt a. M. 1924.
- Anlage, Ordnung und Aufbewahrung einer Kriegsgeldsammlung. Hans Rhaue, Die Verbindung, Zürich 1920 (Rhaues Handbücher für Kriegssammler; 2).